# Reinhard Selten
Reinhard Selten (Breslau, 5 oktober 1930 - Poznań, 23 augustus 2016) was een Duits econoom. In 1994 won hij samen met John Forbes Nash Jr. en John Harsanyi de Prijs van de Zweedse Rijksbank voor economie voor zijn bijdrage aan de speltheorie.

## Biografie
Selten werd geboren in Breslau in de Pruisische provincie Neder-Silezië (thans Wrocław in Polen). Hij was de zoon van een Joodse vader en een protestantse moeder.
Selten is naast zijn werk op het gebied van de speltheorie ook bekend voor zijn werk op het gebied van begrensde rationaliteit. Tevens kan hij worden gezien als een van de stichters van de experimentele economie. Hij richtte meerdere eigen tijdschriften op om te voorkomen dat hij zou worden gedwongen om bij publicaties veranderingen in zijn werk aan te brengen.
Selten was professor aan de Universiteit van Bonn, en bezat meerdere eredoctoraten. Hij was sinds 1959 een Esperantist.